# Ungarisches Fallschirmjäger-Leistungs-Abzeichen

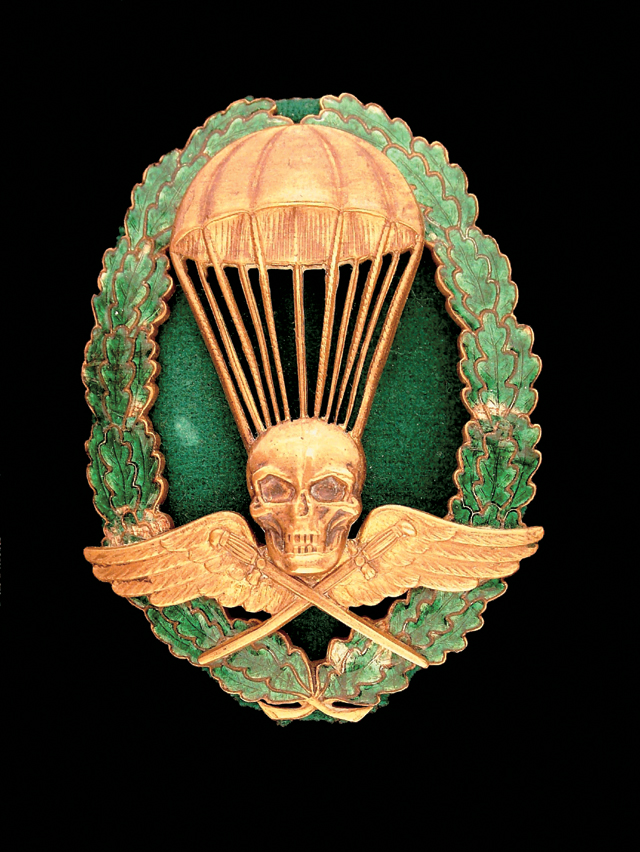
Ungarisches Fallschirmjäger-Leistungs-Abzeichen

Das Ungarische Fallschirmjäger-Leistungs-Abzeichen war eine Auszeichnung der 1938 neu gegründeten Luftstreitkräfte des Königreiches Ungarn unter dem  Reichsverweser und Staatsoberhaupt Miklós Horthy. Das Tätigkeitsabzeichen wurde 1940 eingeführt und bis 1945 getragen. Die Verleihung erfolgte nach mindestens 25 Fallschirmabsprüngen. Da dieses Abzeichen kein truppeninternes Abzeichen der Fallschirmtruppe darstellte, konnte es auch nach Verlassen dieser Truppengattung weitergetragen werden. Im Übrigen erhielten Offiziere, Unteroffiziere sowie Mannschaften die gleiche Ausführung des Abzeichens.

## Aussehen und Trageweise
Das Abzeichen ist gänzlich aus Bronze, hochoval (64 mm hoch und 47 mm breit) und zeigt innerhalb eines Eichenlaubkranzes am unteren Rand ein Adlerschwingenpaar in dessen Mitte sich ein frontal blickender Schädel befindet. Darunter sind zwei diagonal gekreuzte Schwerter angebracht und über dem Schädel ein stilisierter offener Fallschirm mit Leinen, der bis an den oberen Rand des Abzeichens heranreicht und dabei teilweise den Eichenlaubkranz verdeckt. Getragen wurde das Leistungsabzeichen über der rechten Brusttasche des Beliehenen. 1942 wurde ein chromfarbenes Abzeichen eingeführt, welches von den Mannschaftsdienstgraden zum Tarnanzug getragen wurde.